# Ким Сэрон
Ким Сэрон (кор. 김새론; 31 июля 2000, Сеул — 16 февраля 2025, там же) — южнокорейская актриса. Начала свою карьеру, когда ей было девять лет, и стала популярной благодаря фильмам «Совершенно новая жизнь» (2009) и «Человек из ниоткуда» (2010). Также снималась в телевизионных сериалах, таких как «Послушай мое сердце» (2011), «Класс королевы» (2013) и «Привет! Школа-Любовь продолжается» (2014). Первая взрослая главная роль — в телевизионной дораме «Тайный целитель» (2016).

## Биография

### Детство. Семья
Ким Сэрон родилась 31 июля 2000 года в Сеуле, в семье дизайнера интерьеров — Чон Со Ён и производителя кондитерских изделий — Ким Ён Уна. Имела двух младших сестёр Ким А Рон и Ким Е Рон. Училась в начальной школе Миян в Сеуле, в 2016 году окончила школу в Ильсане. Обучалась в сеульской школе сценических искусств. Получив полное среднее образование, в 2018 году поступила в университет Чунан на отделение сценических искусств и кино.

### 2009—2014: Начало карьеры

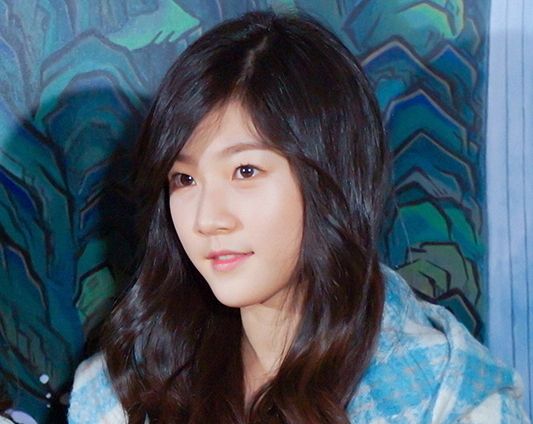
Ким в феврале 2014 года.

Первая актёрская роль Ким Сэрон была в фильме 2009 года Совершенно новая жизнь, снятом франко-корейским режиссёром Оуни Леконтом и частично основанном на её жизни. Ким сыграла главную героиню, девятилетнюю девочку по имени Джин Хи, которую отец бросил в сиротском приюте после того, как он снова женился, а позже её удочерила французская пара. Ким присутствовала на Каннском кинофестивале, когда фильм был показан там на специальном показе, став самой молодой актрисой, приглашенной на фестиваль.
Затем она снялась вместе с Вон Бином в фильме Человек из ниоткуда, который стал самым кассовым фильмом в Южной Корее в 2010 году. Она сыграла Чон Со Ми, дочь наркомана, похищенную организованной преступной группировкой. Во время съемок ей разрешалось смотреть только свои собственные сцены на мониторе. Сэрон получила несколько наград за свои первые две роли, в том числе награду «Лучшая новая актриса» на 8-й премии Korean Film Awards, став на тот момент самой молодой актрисой в истории кинопремии.
В 2011 году Ким снялась в другом криминальном фильме Я — папа, сыграв дочь Ким Сын У. Свою первую телевизионную роль она получила в сериале Послушай мое сердце, сыграв младшую версию персонажа Хван Чжон Ыма. Она появилась в первых четырёх эпизодах, и её выступление было высоко оценено телевизионными критиками. Её следующая роль была в фильме Барби вместе со своей сестрой А-Рон. Фильм посвящен международному усыновлению и стал первым корейским фильмом, получившим приз за лучший фильм на Международном кинофестивале Джиффони в 2012 году. Затем у неё была двойная роль в триллере Сосед, где она сыграла жертву убийства и следующую цель серийного убийцы. В 2013 году она сыграла студентку в телевизионной дораме Класс королевы, которая принесла ей награду «Лучшая молодая актриса» на MBC Drama Awards 2013 (совместно с тремя другими актёрами).
В интервью 2014 года менеджер Сэрон сказал, что у неё «отличный вкус к хорошим сценариям, что позволило ей выбирать свои собственные проекты в очень юном возрасте». Ким также заявила, что у неё никогда не было трудностей с принятием сложных ролей и она могла медленно погружаться в персонажей. Её первая роль в этом году была в документально-драматическом фильме Маньшин: десять тысяч духов, в котором она сыграла подростковую версию шаманки Ким Гым Хва.
Затем она сыграла жертву издевательств и домашнего насилия в фильме Девочка у моей двери. Она согласилась на роль, потому что ей понравился сценарий, её привлёк персонаж. Ким посетила Каннский кинофестиваль во второй раз, когда там состоялась премьера фильма в качестве официального отбора Un Certain Regard. Критики высоко оценили её игру — Variety назвали её «завораживающей», а Twitch Film отметили, что она показала больше эмоций и глубины по сравнению с её предыдущими ролями. Она была номинирована на множество наград, выиграв лучшую новую женскую роль на 35-й кинопремии «Голубой дракон» 2014 года в категории «Лучшая новая актриса». Также в 2014 году она снялась в подростковом фэнтезийно-романтическом телесериале Привет! Школа: Любовь в роли ангела, который становится человеком, и в триллере Люк, где играет слабослышащую девочку, похищенную серийным убийцей.

### 2015—2025: Признание и переход на ведущие роли

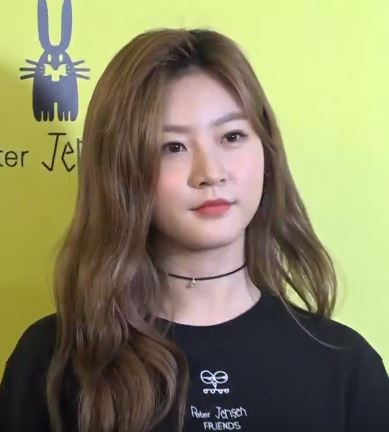
Ким в апреле 2018 года.

В 2015 году Ким сыграла главную роль в специальной дораме Снежная дорога. Двухсерийный драматический сериал рассказывает о «женщинах для утех» в Корее под японским правлением во время Второй мировой войны, а позже был выпущен как фильм в кинотеатрах. Игра Ким в роли 15-летней девушки для утех была высоко оценена как критиками, так и зрителями, и она была удостоена награды за лучшую женскую роль в иностранном фильме на кинофестивале Золотой петух и Сто цветов. Затем она сыграла главную героиню в телесериале Продолжение следует и младшую версию персонажа Чхве Кан Хи в Гламурное искушение. Она получила свою первую взрослую роль в телевизионном драматическом сериале 2016 года Тайный целитель, сыграв проклятую принцессу эпохи Чосон. У её персонажа вымышленный роман с Хо Чжуном, которого играет Юн Си Юн, который старше Сэрон на 14 лет.
В 2016 году снялась в дораме Зеркало ведьмы. Также была ведущей музыкального шоу Music Core. В этом же году получила премию «Korea Drama Awards» в категории «Лучшая новая актриса». В ноябре Ким подписала контракт с агентством YG Entertainment.
В 2018 году Ким снялась в триллере Сельские жители. В 2019 году Сэрон снялась в четвёртом сезоне кампусной веб-дорамы Любовный плейлист. В том же году она снялась в триллере Рычаги давления, основанном на одноимённой американском сериале.
В ноябре 2019 года сообщалось, что контракт Сэрон с YG Entertainment истёк, и что она покинет компанию. В январе 2020 года она подписала контракт с агентством Gold Medalist. Кроме неё контракты с этим агентством подписали популярные актёры Ким Сухён и Со Йеджи.
В мае 2021 года Ким была подтверждена на главную женскую роль в 12-серийном веб-сериале Шаманка Га Дусим, где главную мужскую роль сыграл Нам Дарым.
В апреле 2022 года она получила роль в телесериале SBS Вагонетка, однако уже в мае покинула проект после того, как разбила свой автомобиль и против неё были выдвинуты обвинения в вождении в нетрезвом виде.
В декабре Ким Сэрон решила не продлевать свой контракт с Gold Medalist.

### Смерть
16 февраля 2025 года, около 17:00, в полицейский участок Сеула Сондон поступило сообщение о смерти Ким Сэрон. Полиция назвала смерть актрисы самоубийством.

## Личная жизнь

### Скандал в вождении в нетрезвом виде
В мае 2022 года Ким Сэрон управляла автомобилем в нетрезвом виде в сеульском районе Каннам около 8 утра, она врезалась в несколько конструкций, включая трансформаторы, ограждения и уличные деревья. В результате аварии трансформатор вышел из строя, и электроснабжение было отключено примерно на 3 часа в 57 местах, включая близлежащие магазины, что причинило ущерб торговцам. На следующий день её агентство опубликовало заявление, в котором говорилось, что «Ким Сэрон в настоящее время глубоко размышляет о своих действиях. Ущерб, причинённый аварией, возмещается в максимально возможной степени. Я сделаю всё возможное, чтобы взять на себя ответственность до конца».
После серии подобных обвинений Ким Сэрон опубликовала написанные от руки извинения в своём аккаунте Instagram 19 мая. Она заявила:
«Здравствуйте! Это Ким Сэрон.
Во-первых, я приношу свои извинения за то, что публикую своё заявление так поздно, потому что разбиралась с делами, касающимися аварии и возмещения ущерба.
Вчера, 18 мая, в 8 утра я устроила аварию, повредив общественную собственность в Каннаме. Я была в нетрезвом состоянии и совершила большую ошибку.
Своими неправильными действиями я доставила неудобства многим людям, включая продавцов из близлежащих магазинов, жителей города и тем, кто работает над восстановлением [повреждений]. Хотя мне нужно было действовать более осмотрительно и с большей ответственностью, я не сделала этого. Я искренне извиняюсь. В настоящее время я работаю со своим агентством над устранением ущерба, причинённого аварией, и я сделаю всё возможное, чтобы урегулировать эту проблему до конца, принимая активное участие. Кроме того, я очень извиняюсь перед продюсерами, моими коллегами-актёрами и сотрудниками за то, что препятствую производству проекта, который сейчас снимается, а также проекта, находящегося на стадии подготовки. Я еще раз глубоко извиняюсь. Приношу извинения за причинённые неудобства.

У меня нет оправданий этому происшествию, и мне очень стыдно. Я разочарована в себе из-за ошибки, которую совершила. Я буду глубоко размышлять, снова и снова, чтобы подобное никогда больше не повторилось. Я прошу прощения».
Позже стало известно, что она покинула телесериал Вагонетка. 4 ноября сообщалось, что все деньги, которые Ким Сэрон накопила за время своей деятельности, были использованы в качестве компенсации в процессе урегулирования несчастных случаев, и она работала неполный рабочий день. Позже её агентство подтвердило, что Ким Сэрон подрабатывала неполный рабочий день, потому что она находится в трудном финансовом положении.

### Семейное положение
В марте 2025 года, в youtube канале Garosero Research Institute выпущено анонимное интервью с возможным мужем Ким Сэрон. Настоящее имя человека при этом не называется, сообщается что пара официально поженилась в США 12 ноября 2024 года в присутствии только свидетелей. По словам анонимного мужа брак продлился недолго и расторгнут по согласию обеих сторон незадолго до ее смерти.

## Фильмография
| Год  |   | Русское название            | Оригинальное название | Роль              |
| ---- | - | --------------------------- | --------------------- | ----------------- |
| 2009 | ф | Совершенно новая жизнь      | 여행자                | Чинхи             |
| 2010 | ф | Человек из ниоткуда         | 아저씨                | Соми              |
| 2012 | с | Король моды                 | 패션왕                | Ли Гаён в детстве |
| 2014 | ф | Старшая школа: Время любить | 하이스쿨: 러브온      | Ли Сыльби         |
| 2014 | ф | Девочка у моей двери        | 도희야                | Сун Дохи          |
| 2016 | с | Зеркало ведьмы              | 마녀보감              | принцесса         |
| 2017 | ф | Снежная дорога              | 눈길                  |                   |
| 2018 | ф | Провинциалы                 | 곰탱이                | Кан Ёджин         |